# Puebla de la Sierra
Puebla de la Sierra là một đô thị trong Cộng đồng Madrid, Tây Ban Nha. Đô thị này có diện tích 57,7 km², dân số theo điều tra năm 2010 của Viện thống kê quốc gia Tây Ban Nha là 111 người. Đô thị này nằm ở khu vực có độ cao 1163 mét trên mực nước biển. Cự ly so với thủ đô Madrid là 110 km.